# Volkswagen SP
La Serie Volkswagen SP fue una serie de vehículos deportivos desarrollados por la Volkswagen do Brasil para el mercado interno y el de gran parte de América Latina, Islas Canarias, Portugal, así como para algunos países de África y Oriente Medio; Desde 1972 hasta 1976; el nombre supuestamente es un acrónimo de la palabra São Paulo. Otras fuentes atribuyen estas siglas al término Special Project o Sport Prototype (Proyecto Especial o Sport Prototipo).

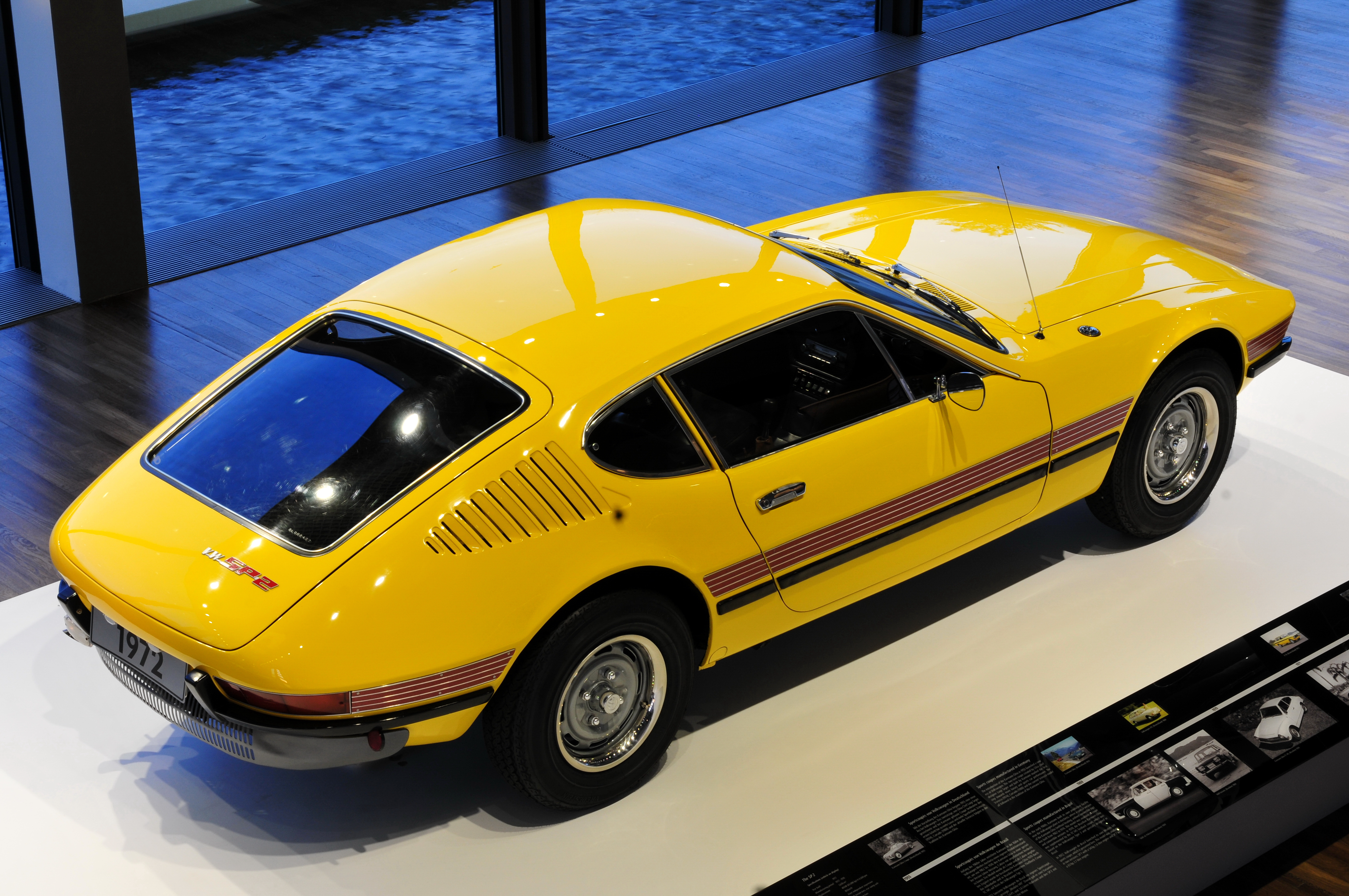
Vista lateral posterior del Volkswagen SP2

## Origen del proyecto

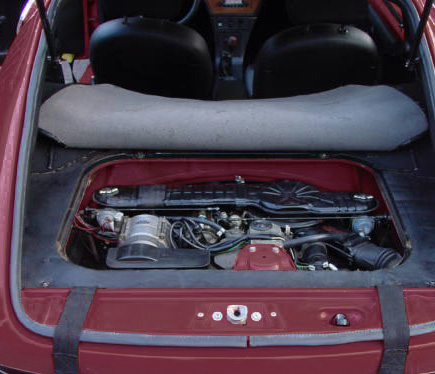
Vista del motor de un SP2.

En los años 70 el mercado brasileño estaba cerrado a las importaciones. Los únicos coches deportivos oficialmente hechos en Brasil eran el Karmann Ghia y su sucesor, Karmann Ghia TC. Solo fabricantes independientes alcanzaron algún éxito, notablemente el Puma.

### Proyecto X
La subsidiaria Volkswagen do Brasil siempre gozó de una cierta independencia de la matriz alemana, entre otras cosas, gracias a la presidencia de Rudolf Leiding (que sería más tarde presidente de la casa matriz). En 1969 el dio vía libre a un proyecto independiente, totalmente hecho en el país, para un automóvil deportivo de carrocería liviana. Un equipo liderado por el ingeniero Señor Schiemann inició lo que llamarían el Proyecto X, y presentaron el prototipo (desarrollado por José Vicente Novita Martins, Marcio Piancastelli y Jorge Yamashita Oba) en la Feria de la Industria Alemana en marzo de 1971. Pero llevaría un año más hasta que el auto ganase las calles.

## Los modelos producidos
El SP (nombre final del auto) fue construido en la plataforma de la Volkswagen 1600 Variant, ofrecido con el mismo motor boxer de 1600cc, para la versión llamada SP1, o con un motor 1700cc, para la versión llamada SP2. Este último desarrollaba 75cv, 160km/h y tenía un consumo de un litro cada 10 km. Finalmente, este último modelo fue el que prevaleció entre ambos en el mercado.

### SP1 y SP2

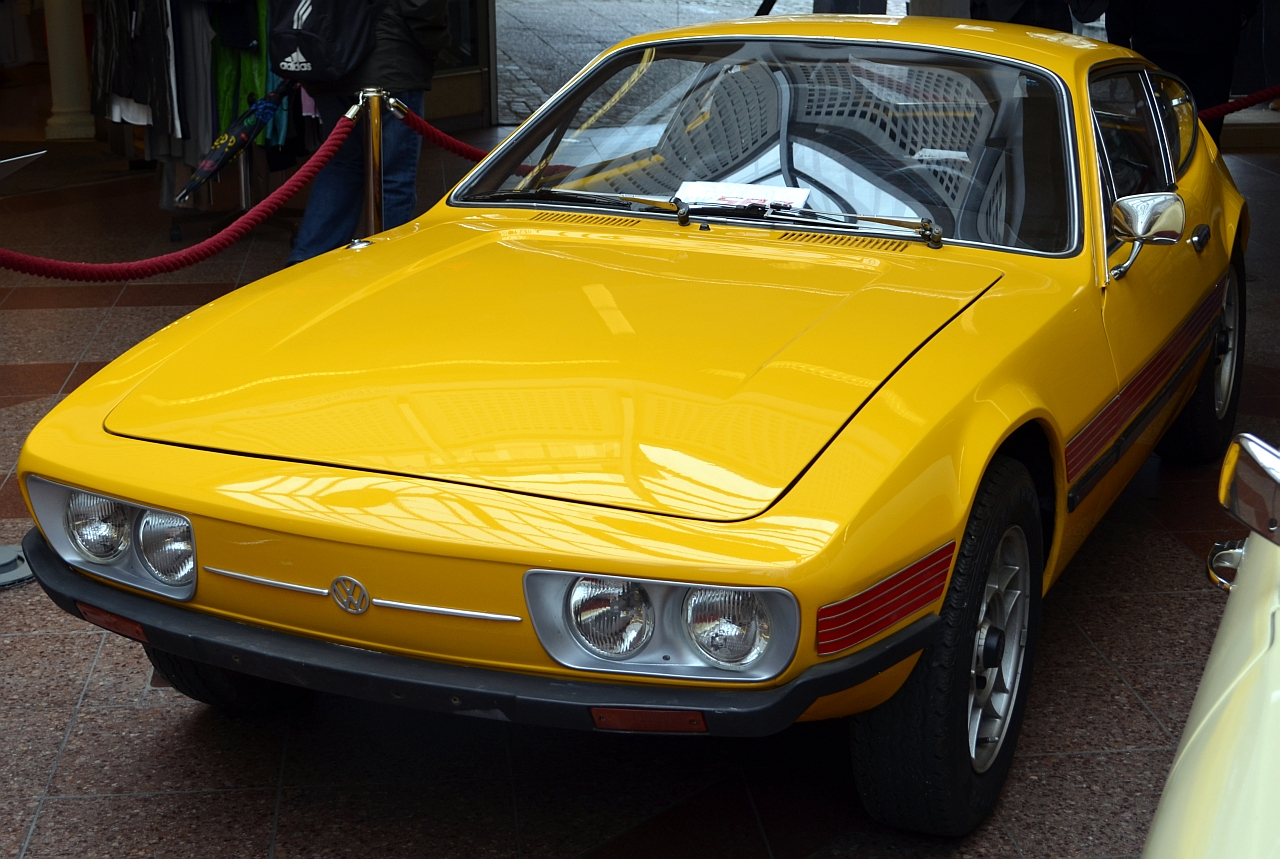
Perspectiva de un SP2.

Cuando el automóvil fue presentado, rápidamente atrajo la atención de los medios especializados. Poseía un interior refinado, un acabado de alto nivel y muchas otras mejoras en relación con la línea VW de aquel entonces (superior inclusive al otro «deportivo» de la Volkswagen en ese entonces, el Karmann Ghia TC).
El SP1 dejó de fabricarse poco después de su lanzamiento. Con sus bajas prestaciones (apenas 65 cv en un motor 1600cc), no tuvo aceptación. Este problema también afectaría al SP2. Estas salidas de producción, provocaron que fueran objeto de burlas maliciosas, entre las cuales se contaba una que indicaba que en realidad SP era el acrónimo del término Sin Potencia.
Tras esto, quedó establecido que el coche, a pesar de su notable diseño, no conseguiría derrotar al Puma GT en prestaciones. Si bien, ambos usaban un motor similar, el Puma era fabricado en fibra de vidrio, muchísimo más liviano que el acero empleado en el SP2.
Eso, evidentemente, se reflejó en las ventas, así como en el propio anacronismo del motor para ese tiempo. El precio del vehículo, excesivamente elevado debido a la producción en pequeña escala, tampoco ayudaba (en ese entonces, por el precio del SP, uno podía comprarse dos Escarabajos 1300). Con todos estos condimentos, el automóvil dejó de fabricarse en 1976.
Con un total de 10.207 unidades fabricadas (670 de ellas exportadas hacia Europa), el automóvil ahora es apreciado como un elemento de coleccionismo. Uno de ellos, está en el museo de la fábrica, y los precios de un ejemplar bien conservado pueden ser muy altos.

### SP3

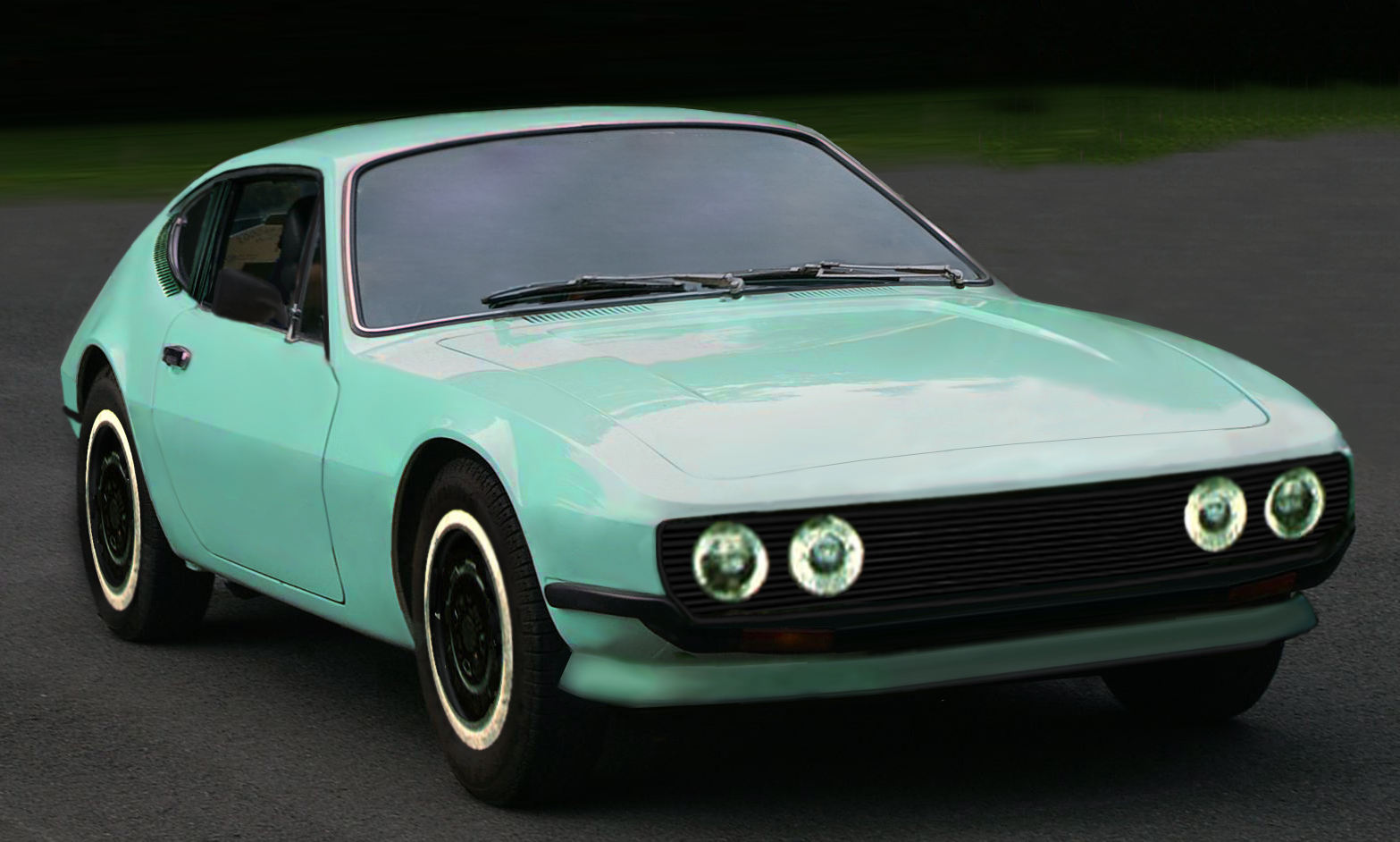
Volkswagen SP3.

Una tentativa para solucionar el principal problema del SP (la potencia) fue el proyecto SP3. Sería básicamente un SP2, aunque con un motor 1.8L delantero, refrigerado con agua (AP), con una relación de compresión de 8,5:1, 100 cv SAE de potencia a 6000 RPM doble carburación, «prestada» del Passat TS (la fábrica concibió la misma solución para el Brasília). A pesar de que en la fábrica el proyecto no había salido de la maqueta, algunos prototipos llegaron a ser construidos por la concesionaria Volkswagen Dacon. Externamente, el auto tenía ruedas negras rodado 13 y talla 6 del Passat; las aletas de ventilación fueron substituidas por discretas rupturas cerca de la ventana trasera, y una faja negra (también del Passat) tomaba toda la extensión de la sección superior del paragolpes. A diferencia del proyecto original de fábrica, el motor permanecía en la parte trasera, junto con el compresor del aire acondicionado. El radiador se ubicaba en la parte delantera, junto a la ventilación, y la conexión con el motor se hacía por el tubo central del chasis. Butacas Porsche (la Dacon representaba a esta marca antes de la «prohibición» de las importaciones) componían el interior, que recibía equipamiento en negro. La transmisión, la suspensión y los frenos (delanteros a discos y traseros a tambor) eran los mismos del SP2, aunque recalibrados para la mayor potencia del auto. El prototipo llegaba a 180 km/h de máxima. Lamentablemente, a pesar del entusiasmo inicial que generó el auto, la firma decidió que los costos necesarios para poder viabilizar la producción serían demasiado altos, y el proyecto fue abandonado. La concesionaria llegó a ofrecer el servicio de «conversión» de los SP2 normales a SP3, aunque el precio prohibitivo (cerca de 100.000,00 cruzeiros) enfrió las ventas. Actualmente el proyecto sobrevive en réplicas construidas por fanáticos, ya sea utilizando SP2 genuinos modificados o sea construyendo el automóvil entero en fibra de vidrio.

## Proyecto SP2 2008
En el año 2008, el diseñador Marcelo Rosa presentó ante las autoridades de Volkswagen do Brasil, un diseño de un nuevo concept car, que podría ser el sucesor del Volkswagen SP2. El mismo conserva todas las líneas originales del primer Volkswagen creado fuera de Alemania, aunque adoptando algunos conceptos de diseño actuales y característicos de los nuevos Volkswagen.
La idea de intentar la resurrección de este vehículo (que a pesar de no haber sido éxito en ventas debido a su baja potencia, es un objeto de deseo de los usuarios brasileños) vino motivada con la resurrección del modelo Volkswagen Scirocco, que fue un verdadero ícono entre los modelos Volkswagen de Europa. Sin embargo, aún no están definidas su producción, ni su estreno, pero sí es seguro que se trata de una gran promesa que tiene Volkswagen para sus fanáticos brasileños, y seguramente para los usuarios del mundo entero.